# Ellen Giles
Ellen Rose Giles (Filadelfia, 11 marzo 1874 – Sassari, 15 gennaio 1914) è stata una giornalista, storico dell'arte ed etnografa statunitense.

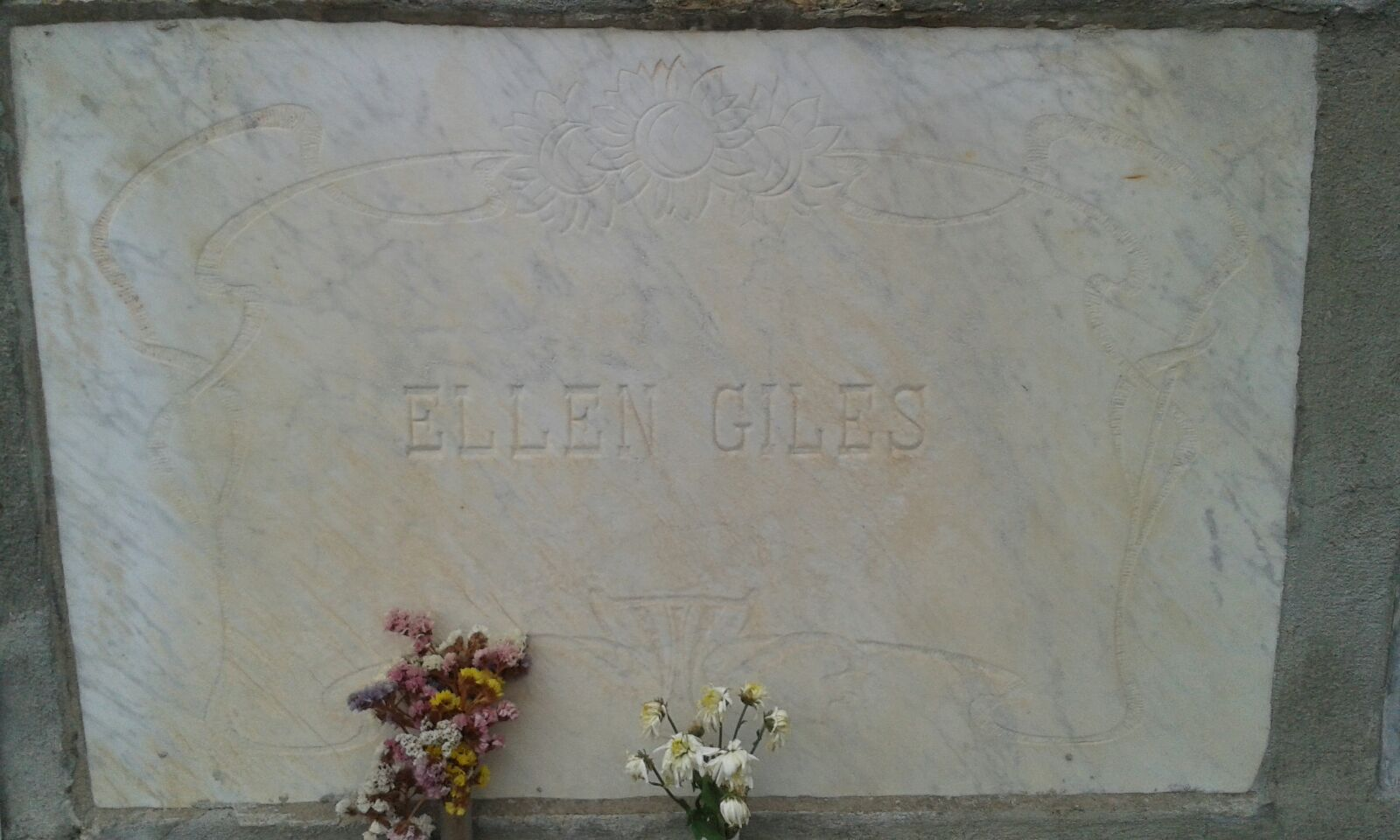
La tomba di Ellen Giles al Cimitero Monumentale di Sassari

Ellen Rose Giles è stata una importante etnografa e giornalista, attiva negli ultimi dieci anni della vita in Sardegna. Morì a Sassari, uccisa da un colpo di pistola al cuore; il caso venne rapidamente archiviato come suicidio  mentre per la stampa americana divenne un vero e proprio caso nazionale, tuttora rimasto insoluto.

## Biografia
Figlia di George, uno dei maggiori protagonisti dell’alta finanza americana, figura di spicco di Chesnut Street di Filadelfia, cuore pulsante del movimento finanziario del nuovo continente che solo a fine secolo si sposterà nella newyorchese Wall Street. Conclusi gli studi al Bryn Mawr College, Ellen inizia a viaggiare “a tempo pieno” con una compagnia esclusivamente femminile, madre, nonna e sorelle. Nei primi anni del ‘900 risultava residente a New York ma viveva stabilmente a Firenze e nel 1906 si trasferisce a Sassari.
Negli anni 1920-1922 Ellen aveva ospitato Georgiana Goddard King, che aveva conosciuto al Bryn Mawr College al tempo degli studi.  La King, in seguito ai suoi interessi di ispanista e di storica dell'arte, si era interessata alla cultura artistica dell'isola, e le amiche Ellen e Anna Rose Giles l'avevano aiutata a conoscere alcuni studiosi locali e l'avevano accompagnata in varie località dell'isola.

## Opere
- The Apostasy of Anita Fiske, Racconto, 1886